# Nell Ginjaar-Maas
Nelly Jeanne (Nell) Ginjaar-Maas (Rotterdam, 7 mei 1931 – Corsica, 24 april 2012) was Nederlandse politica en een vooraanstaand onderwijsdeskundige in de VVD, net als haar echtgenoot Leendert Ginjaar (minister, partijvoorzitter, Eerste Kamerlid). Van huis uit was Ginjaar-Maas scheikundige. Zij was werkzaam in het onderwijs en bracht een initiatiefwet tot stand over de MO-opleidingen. Als staatssecretaris in de kabinetten-Lubbers I en II bracht ze wetten tot stand over onder meer leerlingenvervoer en onderwijs aan allochtone kinderen. Zij keerde in 1989 terug in de Kamer en was toen nog enige tijd voorzitter van de vaste commissie voor het Midden- en Kleinbedrijf.

## Loopbaan
- docente scheikunde Rijswijkse Openbare Scholengemeenschap te Rijswijk (Z.H.), van 1960 tot 1973
- docente maatschappijleer Rijswijkse Openbare Scholengemeenschap te Rijswijk (Z.H.), van 1960 tot 1973
- lid Tweede Kamer der Staten-Generaal, van 4 september 1973 tot 4 november 1982
- staatssecretaris van Onderwijs en Wetenschappen (onder meer belast met voortgezet onderwijs), van 5 november 1982 tot 7 november 1989
- lid Tweede Kamer der Staten-Generaal, van 3 juni 1986 tot 14 juli 1986
- lid Tweede Kamer der Staten-Generaal, van 14 september 1989 tot 25 september 1993
- voorzitter stuurgroep profiel tweede fase h.a.v.o./v.w.o., vanaf 23 september 1993

## Partijpolitieke functies

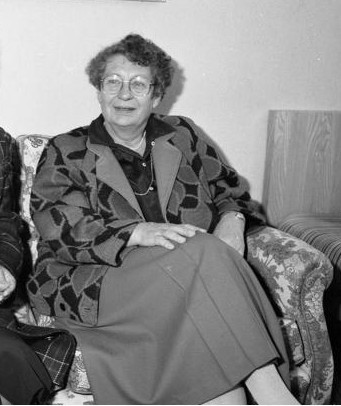
Ginjaar-Maas als staatssecretaris van Onderwijs en Wetenschappen in 1989.

- voorzitter werkgroep op lokaal niveau VVD tot 1973
- secretaris landelijk partijcommissie VVD tot 1973
- vicevoorzitter Vrouwen in de VVD
- lid commissie kandidaatstelling Tweede Kamer, vanaf juni 1996

## Nevenfuncties
- voorzitter Adviescommissie onderwijs-arbeidsmarkt (in het kader van de Wet educatie en beroepsonderwijs), vanaf februari 1996
- lid Onderwijsraad, vanaf 1 november 1997
- kroonlid Universiteitsraad Rijksuniversiteit te Leiden
- lid werkgroep onderwijs nationale commissie UNESCO (United Nations Educational, Scientific and Cultural Organization)
- voorzitter Vrouwenbelangen te 's-Gravenhage
- lid Raad van Bestuur Koninklijke Academie van Beeldende Kunsten te 's-Gravenhage
- lid Commissie van Advies en Bijstand Koninklijk Conservatorium te 's-Gravenhage
- lid hoofdbestuur Vereniging voor Openbaar Onderwijs
- lid bestuur Academisch Ziekenhuis te Leiden
- voorzitter Studie- en ontwikkelingscentrum voor de volwasseneneducatie, vanaf januari 1990
- lid besturen onderwijs-organisaties/instellingen
- lid Raad van Advies ABN/Amro-Bank, vanaf april 1990
- lid bestuur Nederlands Centrum Buitenlanders (NCB), vanaf 1 mei 1992
- voorzitter Curatorium Roosevelt Studiecentrum
- voorzitter tijdelijke wetenschappelijke commissie minderheden
- voorzitter stuurgroep Techniek primair onderwijs, vanaf 8 oktober 1993
- lid Raad voor de Openluchtrecreatie, vanaf 1 december 1994
- voorzitter Raad van Toezicht Mastersopleidingen aan de Hogeschool Zeeland, tot 24 juni 2005

## Gedelegeerde commissies
- ondervoorzitter vaste commissie voor Onderwijs en Wetenschappen (Tweede Kamer der Staten-Generaal), van januari 1978 tot september 1981
- voorzitter bijzondere commissie Inventarisatie van voorzieningen voor gehandicapten (Tweede Kamer der Staten-Generaal), van april 1978 tot november 1982
- voorzitter vaste commissie voor Onderwijs en Wetenschappen (Tweede Kamer der Staten-Generaal), van september 1981 tot 4 november 1982
- voorzitter vaste commissie voor het Midden- en Kleinbedrijf (Tweede Kamer der Staten-Generaal), van november 1989 tot 26 november 1991
- ondervoorzitter vaste commissie voor Onderwijs en Wetenschappen (Tweede Kamer der Staten-Generaal), van november 1989 tot september 1993

## Opleiding
- lager onderwijs te Rotterdam, vanaf 1937
- lager onderwijs te Vlieland
- lager onderwijs te Scheveningen tot 1943
- h.b.s.-b te Harderwijk, vanaf 1943
- h.b.s.-b te Rotterdam tot 1948
- lager beroepsonderwijs te Laren (Gld.)
- lager beroepsonderwijs te Putten (Gld.)
- scheikunde Rijksuniversiteit Leiden, van 1948 tot 1956

## Activiteiten

### Als parlementariër
- Was onderwijs-woordvoerder van de V.V.D.-Tweede Kamerfractie (met name voortgezet onderwijs)
- Behoorde in 1976 tot de minderheid van haar fractie die tegen een liberalisering van de Opiumwet stemde
- Was in september 1976 woordvoerster bij het debat over de abortusvoorstellen
- Interpelleerde in 1977 de ministers Van Kemenade en De Gaay Fortman over de aanvangssalarissen van eerste-graadsleraren
- Bracht in 1981 een initiatiefwet inzake de M.O.-opleidingen tot stand. Hierdoor komt er - vooruitlopend op definitieve regeling in de HBO-wet - een wettelijke grondslag voor de M.O.-opleidingen

### Als bewindspersoon
- Bracht in 1985 een wet tot stand die het driegradenstelsel voor leraren in het voortgezet vervangt door een tweegradenstelsel
- Bracht in 1985 de Wet op de erkende onderwijsinstellingen tot stand, die onder meer regels stelt aan instellingen voor schriftelijk onderwijs
- Bracht in 1986 een wet tot stand die (voortgezet) onderwijs in de taal van het land van oorsprong aan allochtone kinderen mogelijk maakt
- Bracht in 1986 samen met staatssecretaris De Graaff-Nauta de Wet gemeentelijke regelingen leerlingenvervoer tot stand, waardoor de kosten hiervoor via gemeentelijke regelingen worden vergoed, die daarvoor een bijdrage uit het Gemeentefonds krijgen
- Bracht in 1987 een wet tot stand die bepaalt dat scholen in het voortgezet onderwijs moeten worden opgeheven als die nog slechts 30 leerlingen per leerjaar hebben. De wet wordt ingevoerd vanwege de dalende aantallen leerlingen. Fusies van scholen moeten erdoor worden bevorderd.
- Bracht in 1988 de Wet bevordering doorstroming onderwijspersoneel (d.o.p.) tot stand, waardoor oudere leerkrachten versneld moesten uitstromen uit het onderwijs om de instroom van jongeren mogelijk te maken

## Wetenswaardigheden
- Haar vader was directeur van de firma Dirkzwager N.V. te Maassluis

## Onderscheidingen
- Commandeur in de Orde van Oranje-Nassau, 20 november 1989
- Eredoctoraat Bradford University, 24 maart 2000 (uitgereikt in Middelburg, wegens grote verdiensten voor het onderwijs)

- Biografisch Portaal: 54215368
- Digitale Bibliotheek voor de Nederlandse Letteren: ginj001
- Parlement.com: vg09llehkpt0